# Villamartín
Villamartín község Spanyolországban, Cádiz tartományban. Villamartín Algodonales, Zahara de la Sierra, Prado del Rey, Arcos de la Frontera, Bornos, Espera, Utrera, El Coronil és Puerto Serrano községekkel határos. Lakosainak száma 12 169 fő (2024).

## Népesség
A település népessége az utóbbi években az alábbiak szerint változott:
| Lakosok száma | 11 954 | 12 038 | 12 291 | 12 526 | 12 495 | 12 303 | 12 267 | 12 150 | 12 125 | 12 169 |
|               | 2001   | 2004   | 2006   | 2009   | 2011   | 2014   | 2016   | 2019   | 2021   | 2024   |